# Daniel Bernhardt
 (septembre 2022).
Si vous disposez d'ouvrages ou d'articles de référence ou si vous connaissez des sites web de qualité traitant du thème abordé ici, merci de compléter l'article en donnant les références utiles à sa vérifiabilité et en les liant à la section « Notes et références ».
Daniel Bernhard, né le 31 août 1965 à Worblaufen en Suisse, est un acteur et spécialiste des arts martiaux. Il est principalement connu pour des films de combat tels que Bloodsport 2 et Bloodsport 3, dans lesquels il joue le personnage principal Alex Cardo, et pour la série télévisée Mortal Kombat: Conquest, où il tient le rôle de Siro.

## Biographie
Daniel Bernhard naît le 31 août 1965 à Worblaufen, dans le canton de Berne.
Il commence à s'intéresser au karaté à l'âge de 15 ans. Il se lance dans le mannequinat à Paris, tout en poursuivant son apprentissage des arts martiaux. Il travaille pour Dior, Vogue et Lanvin. C'est lors d'une publicité tournée pour Versace avec Jean-Claude Van Damme qu'il décide de se tourner vers le cinéma d'action.
Il obtient sa première chance dans un film nommé Future War, qui n'obtient pas un grand succès. Il est choisi pour le rôle d'Alex Cardo dans le film Bloodsport 2, qui connaît lui le succès.
En 2005, il joue le rôle du méchant dans Le Sang du diamant, au côté d'un autre acteur adepte des arts martiaux, à savoir Chuck Norris.
Il joue par la suite dans bien d'autres films qui lancent sa carrière en tant qu'acteur aux États-Unis, mais restera toutefois un expert en arts martiaux.

## Vie privée
Bernhardt a rencontré son épouse, l'actrice Lisa Stothard, sur le tournage de Bloodsport 4: The Kumite Noir. Les deux se sont mariés en 2000 et ont une fille, Bella, née en 2003. 
Daniel Bernhardt maîtrise le karaté et le Taekwondo.

## Distinction
- 2018 : Taurus World Stunt Award du meilleur combat dans Atomic Blonde contre Charlize Theron[2]

## Filmographie

### Cinéma
- 1994 : Future War : un esclave
- 1996 : Bloodsport 2 : Alex Cardo
- 1997 : Bloodsport 3 : Alex Cardo
- 1998 : True Vegeance : Allen Griffin
- 1998 : Perfect Target
- 1999 : Bloodsport 4: The Dark Kumite : l'agent John Keller
- 2000 : Black Sea Raid
- 2002 : Global Effect
- 2003 : Matrix Reloaded : Agent Johnson
- 2004 : Tornado - Rain to Kill
- 2005 : Le Sang du diamant
- 2007 : Children of Wax
- 2010 : Supreme Champion
- 2011 : Creature : Gimley Boutine / Lowkjaw
- 2012 : Santa's Summer House
- 2013 : Parker : Kroll
- 2013 : Hunger Games : L'Embrasement (film)
- 2014 : Les Dossiers secrets du Vatican
- 2014 : John Wick de David Leitch et Chad Stahelski
- 2016 : Precious Cargo
- 2017 : Atomic Blonde de David Leitch
- 2019 : Évasion 3 : The Extractors (Escape Plan: The Extractors) de John Herzfeld
- 2019 : Fast & Furious: Hobbs & Shaw de David Leitch : Henchman
- 2020 : Birds of Prey de Cathy Yan : le chauffeur de Roman
- 2020 : Skylines de Liam O'Donnell : Owens
- 2021 : Matrix Resurrections de Lana Wachowski : l'agent Johnson
- 2021 : Red Notice : de Rawson Marshall Thurber : Drago Grande (caméo)
- 2021 : Nobody d'Ilia Naïchouller
- 2022 : Lou d'Anna Foerster : Tony
- 2023 : Tyler Rake 2 (Extraction 2) de Sam Hargrave
- 2024 : The Killer's Game de J. J. Perry : Radovan
- 2025 : Afterburn de J. J. Perry

### Télévision
- 1999 : Mortal Kombat: Conquest : Siro (22 épisodes)
- 2010 : Chase : Hank Collins (saison 1 - épisode 16)
- 2018 : Altered Carbon : Jaeger, un officier du CTAC
- 2019 : L'Arme fatale : Sven Olsen / le Suédois (saison 3 - épisode 12)
- 2019 : Barry : Ronny Proxin (épisode Ronny/Lily)